# Stella Roman
Stella Roman   (Cluj-Napoca, 23 d'agost de 1904 - Nova York, 12 de febrer de 1992) va ser una soprano operística romanesa, que va cantar a Itàlia, Espanya i els Estats Units d'Amèrica, entre altres països.

## Antecedents i formació
Stella Roman (de soltera Florica Viorica Alma Stela Blasu) va néixer l'any 1904 a Kolozsvár, Àustria-Hongria (actualment Cluj-Napoca, Romania). Provenia d'una família amb formació musical i va estudiar cant durant vuit anys abans de debutar en concerts a Cluj i després a Bucarest. Després, va guanyar una beca per continuar la seva formació a Itàlia amb la gran intèrpret del verisme Giuseppina Baldassare-Tedesci, de qui més tard va dir: "el seu estil no m'anava va bé". Roman va passar a estudiar amb Hariclea Darclée (que havia creat el paper principal de Tosca a l'estrena de 1900), amb qui es va trobar força més còmoda: "ella em va ensenyar el valor de cada paraula i de cada frase".

## Carrera
El seu debut operístic va tenir lloc, segons el seu propi relat, a Bolonya el 1934 en el paper de Maddalena d'Andrea Chénier d'Umberto Giordano. Però consten actuacions seves a Piacenza el 1932 i altres a Pàdua i Brescia en La Bohème de Giacomo Puccini i a Tosca, del mateix compositor, a Lecco, entre altres d'aquell any.
A Itàlia va cantar entre aquell debut i l'any 1940. Va cantar Tosca de Giuseppe Verdi al Teatro San Carlo de Nàpols, una actuació amb la qual va començar una llarga col·laboració amb el tenor Giacomo Lauri-Volpi. El 1937, el director Tullio Serafin li va oferir un contracte de tres anys a l'Òpera de Roma, on va debutar com a Aida.
Va actuar al Gran Teatre del Liceu de Barcelona en una única funció, en la representació de Madama Butterfly de Puccini, el 27 de gener de 1940, fent el paper principal de l'obra, acompanyada per Angela Rossini (Suzuki), Joan Nadal (Pinkerton) i Pau Vidal (Sharpless), sota la direcció d'Antoni Capdevila.
Al Metropolitan Opera (MET) de Nova York va debutar també amb Aida, l'1 de gener de 1941, i va continuar cantant en aquell teatre al llarg dels anys quaranta. Hi va participar en obres del repertori italià: Il trovatore, Otello, Un ballo in maschera, totes tres de Verdi, Cavalleria rusticana de Pietro Mascagni, La Gioconda d'Amilcare Ponchielli i Tosca, de Puccini. Sovint va compartir aquests papers al Metropolitan amb la soprano Zinka Milanov. Va deixar el Metropolitan el 1950, havent-hi participat en 127 funcions, després de l'arribada de Rudolf Bing com a director general del teatre. La seva representació en aquell teatre va ser la d'Aida del 13 de maig de 1950. Curiosament, es va acomiadar del MET amb la mateixa obra amb la qual hi va debutar. L'any 1983 va participar en la Gala del II Centenari de la institució del MET, com a convidada però sense cantar.
Stella Roman tenia una relació particular amb Richard Strauss, que la va triar per cantar el paper de l'emperadriu a Die Frau ohne Schatten, en la seva estrena italiana a La Scala de Milà el 1940. Més tard va anar a visitar Strauss a Pontresina el 1948 per estudiar amb ell les Quatre últimes cançons i el paper del Marschallin de Der Rosenkavalier. Va ser en aquest paper que va acabar la seva carrera al Teatre San Carlo de Nàpols. Es va retirar dels escenaris l'any 1953 després d'haver-se casat per segona vegada; la seva carrera operística havia durat dinou anys. Això no obstant, va continuar cantant als Estats Units d'Amèrica.
La seva veu era admirada per la seva càlida qualitat lírica i la seva capacitat per oferir pianissimi alts i clímaxs vibrants, però es deia que la seva tècnica era "poc ortodoxa i de vegades agitada".
Després de la seva retirada es va dedicar a la pintura i la seva obra pictòrica va ser exposada. Va morir d'insuficiència respiratòria a l'Hospital Mount Sinai de Nova York a vuitanta-set anys.

## Enregistraments
Diverses de les actuacions al Metropolitan Opera es van gravar i ara s'han reeditat en CD, com ara:
- Un ballo in maschera, com Amelia, dirigida per Ettore Panizza, febrer de 1942.
- La forza del destino, com a Leonora, dirigida per Bruno Walter, gener de 1943.
- Otello, com Desdèmona, amb Torsten Ralf, dirigida per George Szell, 1946.

A més, el 1997 es va publicar a Eklipse un enregistrament d'àries d'òpera variades amb Artur Rodziński dirigint la Filharmònica de Los Angeles, juntament amb fragments de l'Aida de Verdi amb la direcció de Karl Kritz (1945–50).
Roman va dir que havia fet alguns enregistraments de cançons populars romaneses amb el seu compatriota George Enescu, però no és segur si aquestes es van publicar mai. També va gravar com a solista la 9a Simfonia de Beethoven amb l'Orquestra de Filadèlfia dirigida per Eugene Ormandy el maig de 1945 (Columbia Masterworks set mm-591).